# Баффинова Земля
Ба́ффинова Земля (англ. Baffin Island, фр. Île de Baffin, инуктитут ᕿᑭᖅᑖᓗᒃ Qikiqtaaluk) — северный канадский остров региона Кикиктани территории Нунавут (Канадский Арктический архипелаг), крупнейший остров Канады и пятый по площади остров мира. Остров был назван английскими колонистами в честь английского исследователя Уильяма Баффина.

## География

Баффинова Земля на карте Канадской Арктики

Баффинова Земля расположена в юго-восточной части Канадского Арктического архипелага и административно относится к региону Баффин (Кикиктани) территории Нунавут. Остров отделяют от Гренландии на севере и востоке море Баффина и Девисов пролив, от континентального полуострова Унгава на юге — Гудзонов пролив, от континентального полуострова Мелвилл на юго-западе — залив Фокс и узкий пролив Фьюри-энд-Хекла, от полуострова Бутия и острова Сомерсет на западе — залив Бутия и пролив Принс-Риджент и от острова Девон на севере — пролив Ланкастер.
Длина острова составляет около 1500 км при ширине от 200 до 700 км. Британская и Канадская энциклопедии определяют площадь Баффиновой земли в 507 451 км²; в энциклопедиях на других языках встречаются более низкие оценки (так, Большая российская энциклопедия и Итальянская энциклопедия указывают площадь 476 тыс. км², а Большая энциклопедия Ларусса — 470 тыс. км²). Баффинова Земля — крупнейший остров Канады и пятый по площади в мире. Берега сильно изрезаны заливами и фьордами (из которых в восточной части крупнейшими являются заливы Камберленд и Фробишер), общая длина береговой линии — 28 308 км.

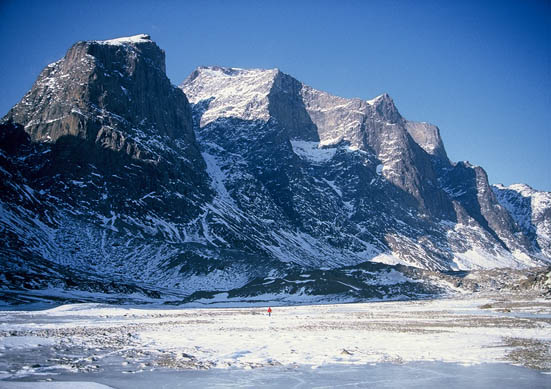
Гора Один

Геологически Баффинова Земля представляет собой продолжение восточного края Канадского щита, наклонённого в этой части вверх, образуя на востоке острова горный хребет (часть Арктических Кордильер) с высотами от 1500 до более чем 2000 м. Высшая точка острова — гора О́дин (2147 м), чуть ниже — гора Асгард (2015 м). Гора Тор, высота которой составляет 1675 м, считается горой с самым вертикальным склоном на Земле. В этой же части острова располагаются две ледяные шапки — Пенни и Барнс. Горы в основном альпийского типа, с острыми вершинами и обрывистыми стенами, но встречаются и плоские вершины. Севернее ледяной шапки Пенни горы постепенно становятся ниже и сходят на нет к заливу Понд, снова поднимаясь на острове Байлот, расположенном рядом с северо-восточным берегом Баффиновой Земли и почти полностью покрытом ледяной шапкой, которую протыкают самые высокие пики.
На западе Баффиновой Земли высоты уменьшаются, горы переходят в ровные плато и низменности. Пустынное плато в северной части острова разделено заливом Адмиралти (предположительно, самый большой в мире фьорд) на полуострова Бродер и Борден. Между рекой Ханч на севере и полуостровом Фокс на юге лежит так называемая Великая равнина Кукджак — заросшая травой болотистая прибрежная низменность, переходящая в чуть более высокую равнину со следами древних береговых террас. Сам полуостров Фокс скалистый в южной своей части и обрывается в море на западе высокими крутыми утёсами. На юго-востоке острова, севернее залива Фробишер, находится полуостров Холл, представляющий собой каменистую низменность, сложённую докембрийскими гнейсами, с холмами ближе к побережью, и ледником, от которого откалываются айсберги, уходящие в залив Фробишера.
На острове много пресноводных озёр, два из которых крупные — Неттиллинг (5542 км²) и Амаджуак (3115 км²). Оба этих озера расположены в юго-западной равнинной части острова.
На Баффиновой земле обнаружены значительные залежи рудных полезных ископаемых. С 1976 по 2002 год шла добыча цинка, свинца и серебра в районе посёлка Нанисивик. На севере острова также ведётся добыча железной руды — разработки Мэри-Ривер являются одними из крупнейших в Канаде. В Чидлиаке, в 120 км северо-восточнее Икалуита, найдено месторождение алмазов.

## Климат
Большая часть Баффиновой Земли находится за полярным кругом, поэтому на большинстве территории острова есть полярные день и ночь. Лето холодное и короткое, даже в июле—августе возможны заморозки. Восточное и южное побережье теплее других областей.
Среднегодичные температуры на побережье залива Камберленд −9 °С, на северных плато Борден и Бродер, а также в районе северо-западной низменности на север от озера Неттиллинг −13 °С, а на большей части остальной территории острова между −11 °С и −11,5 °С. Средняя температура летом от 0,5 °С (северо-западная низменность) до 2 °С (окрестности заливов Камберленд и Фокс). На северо-западе и западе годовая норма осадков колеблется между 100 и 200 мм, на возвышенностях полуострова Холл севернее залива Фробишер — от 300 до 500.

## Природа
По классификации Всемирного фонда дикой природы Баффинова Земля входит в три североамериканских экорегиона:
- Заполярная тундра (англ. High Arctic tundra, фр. Toundra du Haut-Arctique)[19].
- Береговая тундра Баффиновой Земли (англ. Baffin coastal tundra, фр. Toundra côtière de l'île de Baffin)[20].
- Полярная тундра (англ. Middle Arctic tundra, фр. Toundra du Moyen-Arctique)[21].

В центральных районах острова скудная растительность покрывает лишь около 15 % поверхности. Доминируют мхи и низкорослые травянистые и кустарниковые растения — камнеломка супротивнолистная, ива арктическая, мак полярный, осоки, кобрезии и дриады. Во влажных местах ко мхам и камнеломке добавляется ожика. В других районах острова растительный покров, более плотный, хотя и не сплошной (наибольшей плотности достигает на прибрежных возвышенностях в юго-восточной части острова); встречаются берёза карликовая, багульник болотный, вакциниум, лисохвост.
На острове обитают овцебыки, карибу, белые медведи, волки, песцы, арктические зайцы, лемминги.
Из птиц широко распространена белая сова. На побережье живёт много тюленей, крачек и чаек.
В прибрежных водах живут нарвалы и киты.
В озёрах водится арктический голец и колюшка.

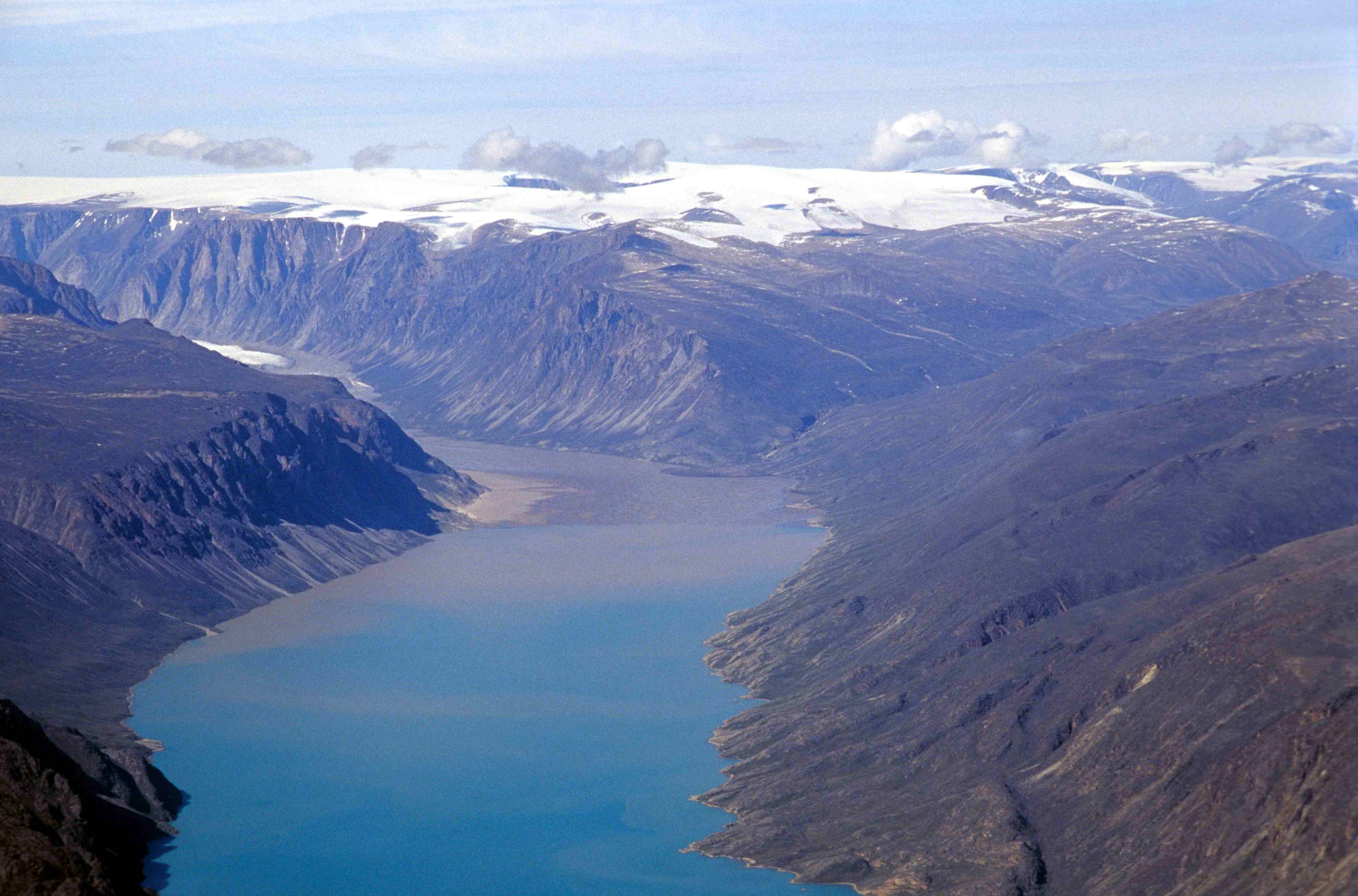
Фьорд Северный Пангниртанг

На Баффиновой Земле располагается национальный парк Ауюиттук — первый в Канаде национальный парк за полярным кругом. На территории парка расположены гора Один, 100-километровый перевал Пангниртанг, ледники и горные озёра. На севере острова размещается ещё один национальный парк, Сирмилик (с инуктитут — «место ледников»), бо́льшая часть территории которого в соответствии с названием покрыта ледниками. Помимо этого, на территории Баффиновой Земли расположены несколько провинциальных и исторических парков (в том числе Малликджак с археологическими раскопками дорсетской культуры и Кауммаарвиит с раскопками культуры туле).

## История
Первыми жителями Баффиновой Земли были палеоэскимосы додорсетской культуры, начавшие обживать северную часть острова около 2000 года до н. э. Радиоуглеродный анализ археологических находок, относящихся к этой культуре, позволяет оценить возраст древнейших из них приблизительно 4700 годами (±380 лет) на юго-востоке Баффиновой Земли (объект Кложер) и 4545 годами (±155 лет) на севере острова (объект Миттиматалик). Эти датировки основаны на анализе костей морских млекопитающих; на основании анализа костей карибу ещё ряд объектов во внутренних районах южной части Баффиновой Земли датируется 4290—3850 годами до настоящего времени.
На смену этой доисторической культуре пришла дорсетская культура, получившая своё современное название благодаря археологическим находкам близ Кейп-Дорсета близ юго-западного побережья острова. Эту культуру сформировали в восточноамериканской Арктике примерно к 500 году до н. э. потомки племён, пришедших со стороны Аляски за 1000 или 1500 лет до этого. Дорсетские племена в свою очередь сменили протоинуиты культуры туле, распространившиеся по территории острова в XI—XIII веках.
По-видимому, в начале XI века остров посещали скандинавские мореплаватели из Гренландии, и Канадская энциклопедия отождествляет его с Хеллуландом, фигурирующим в скандинавских сагах. Энциклопедия полярных исследований У. Дж. Миллза датирует высадку на острове Лейфа Эрикссона 1001 годом. При раскопках поселения Нанук на юге Баффиновой Земли, относящегося к дорсетской культуре был обнаружен каменный тигель для плавки бронзы, аналогичный двум европейским тигелям из Ирландии (Гарранс) и Норвегии (Ругаланн). При раскопках четырёх крупных поселений на местах стоянок полярных охотников-дорсетов в Нунгувике, в местонахождении Тэнфилд-Вэлли, на островах Локс-Ленд и Баттон были обнаружены кусочки шерстяной пряжи из шкуры арктического зайца, фрагменты палочек с зарубками и насечками для записи счёта при заключении торговых сделок, кусочки дерева с квадратными отверстиями от гвоздей, датируемые радиоуглеродным анализом XIV веком, точильные камни, помëт крыс из Старого Света. Согласно гипотезе канадского археолога Патрисии Сазерленд, скандинавские мореплаватели не только посещали Баффинову Землю, но и останавливались на ней для ремонта или зимовки и даже торговали с местными жителями вплоть до XIV века.
Сложная ледовая обстановка у восточного побережья острова в течение всего года затрудняла его посещение европейскими исследователями более поздних исторических периодов. В 1576 году на острове высадилась экспедиция английского мореплавателя Мартина Фробишера, столкнувшаяся на нём с инуитами Баффиновой Земли — потомками туле. Фробишер совершил ещё две экспедиции на остров в два следующих года, увозя с него в Англию большие количества металла, который считал золотом. В 1585, 1586 и 1587 годах в этом регионе побывали три экспедиции Джона Дейвиса, каждый раз заходившие в залив Камберленд на юго-востоке острова. Как Фробишер, открывший залив, названный его именем, так и Дейвис полагали, что нашли восточный вход в Северо-Западный проход вокруг Северной Америки, однако в 1587 году Дейвис сам доказал, что «пролив Камберленд» на самом деле является заливом. Он также нанёс на карты очертания побережья острова к югу от мыса Дайер и открыл залив Эксетер.

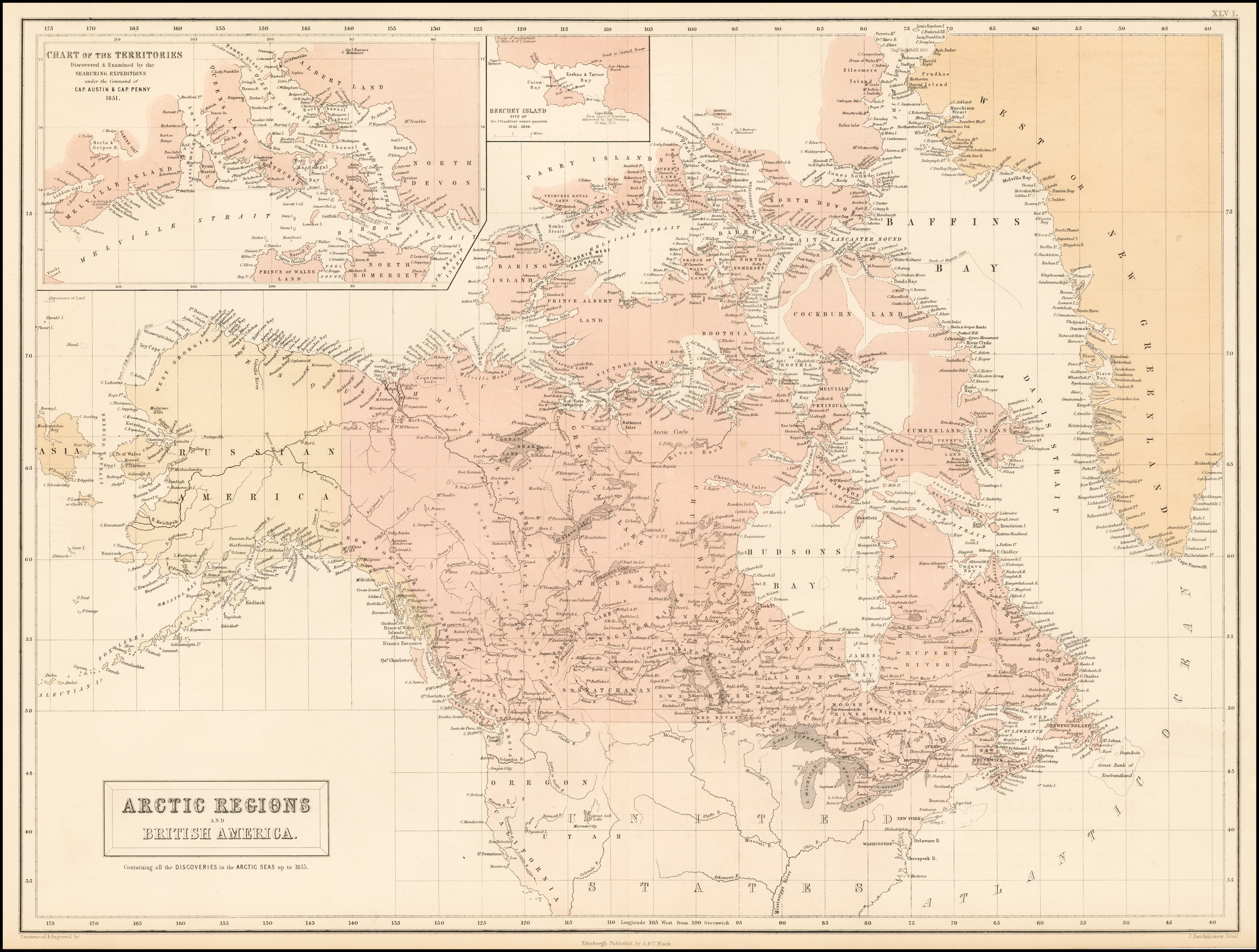
Карта Британской Америки (1854). На месте Баффиновой Земли многочисленные острова меньшей площади

В 1615 и 1616 годах картографирование соответственно южного и восточного побережья острова продолжили Роберт Байлот и Уильям Баффин. При этом в 1616 году они возвращались вдоль побережья на юг со стороны Баффинова залива и из-за ледовой обстановки были вынуждены оставаться вдали от берега, так и не узнав, что наблюдают ту же землю, что и за год до этого. В 1631 году англичанин Люк Фокс первым достиг западного побережья острова, омываемого заливом, ныне носящим его имя, но в дальнейшем исследователи не возвращались в эти места до первой четверти XIX века. Представления о подлинных размерах и очертаниях острова, впоследствии получившего имя Баффиновой Земли, оставались неполными вплоть до середины XIX века — на картах этого времени на его месте часто изображаются несколько островов разной площади и формы, крупнейшие из которых носят имена Кокберн и Камберленд. Даже Баффинов залив был вновь обнаружен только в 1818 году. В этом же году Джон Росс нанёс на карту участок северо-восточного побережья от пролива Ланкастер до мыса Дайер, включая залив Понд, названный им в честь Королевского астронома Джона Понда. На следующий год Уильям Эдвард Парри прошёл дальше вдоль северного побережья острова и затем по проливу Принс-Риджент на юг вдоль западного побережья до мыса Кейтер. В 1824/1825 году экспедиция Парри зимовала в заливе Принс-Риджент в бухте Порт-Боуэн, откуда санные партии исследовали побережье от залива Фицджеральд до мыса Йорк.
В 1830—1850-е годы восточное и южное побережье было во многом заново открыто китобоями. Так, Уильям Пенни заново открыл залив Эксетер в 1833 и залив Камберленд в 1840 году. Залив Понд в эти же годы тоже привлекал китобоев, назвавших многочисленные заливы и бухты (Декстерити, Арктик, Эрик, Милн) а также проливы (Эклипс и Адамс) в честь своих коллег и судов. Начиная с 1851 года китобои начали зимовать на острове, продолжая охоту вплоть до момента, когда море покрывалось льдом, и проводя зиму за переработкой китового жира. В 1860—1862 годах порядка тысячи миль побережья были нанесены на карту Чарльзом Френсисом Холлом, проведшим на острове две зимовки и доказавшим в том числе, что водный путь, открытый Фробишером, является заливом.
Относительно точные карты северной части острова были получены британским Адмиралтейством от китобоя Уильяма Аамса лишь в 1872 году, и только в 1870-е годы на географических картах наконец появляется обозначение «Баффинова Земля». Зиму 1877/78 года на острове провела американская арктическая экспедиция Генри Хаугейта, направлявшаяся на остров Элсмир для создания там колонии. В 1882 году, в первый Международный полярный год, в Кингуа-фьорде на Баффиновой Земле была основана немецкая исследовательская станция, а годом позже на острове вёл этнографические и географические исследования Франц Боас — первый европеец, посетивший озеро Неттиллинг.
В 1897 году правительство Канады, обеспокоенное тем, что присутствие американских китобоев позволит США предъявить права на Баффинову Землю, официально провозгласило остров своей территорией. В начале 1900-х годов масштабные исследования северной части Баффиновой Земли провели экспедиции Жозефа-Эльзеара Бернье, зимовавшие в 1906/1907 году в заливе Понд и в 1910/1911 году в заливе Арктик. С места зимовок отправлялись на большие расстояния санные партии, а затем было совершено плавание на северо-восток для завершения картографирования большого полуострова Бродер. В 1910 году Бернхард Адольф Ханч стал первым, кто пересёк остров по суше: он прошёл от залива Камберленд на востоке до реки Кукджак на западе, для чего ему пришлось пересечь озеро Неттиллинг. В 1912—1913 годах Альфред Трембле совершил путешествие от залива Понд вглубь острова, дойдя до Иглулика и вернувшись через заливы Маррей-Максвелл и Милн. В ходе этого похода он заново нанёс на карту около 3000 миль побережья.
За исключением экспедиций Боаса и Ханча внутренняя часть острова оставалась в основном неизученной до 1923 года, когда был основан пост Королевской канадской конной полиции в Пангниртанге. Этот пост стал базой для ряда экспедиций вглубь острова; кроме того, в 1923—1924 годах была предпринята экспедиция Лахлана Беруоша, обследовавшая территорию между заливом Камберленд и Гудзоновым проливом, в том числе вокруг озёр Неттиллинг и Амаджуак. Первые гляциологические исследования в Канадской Арктике были предприняты в 1950 и 1953 годах, когда экспедиции под руководством Пата Бэрда изучали ледяные шапки Барнс и Пенни.

## Население

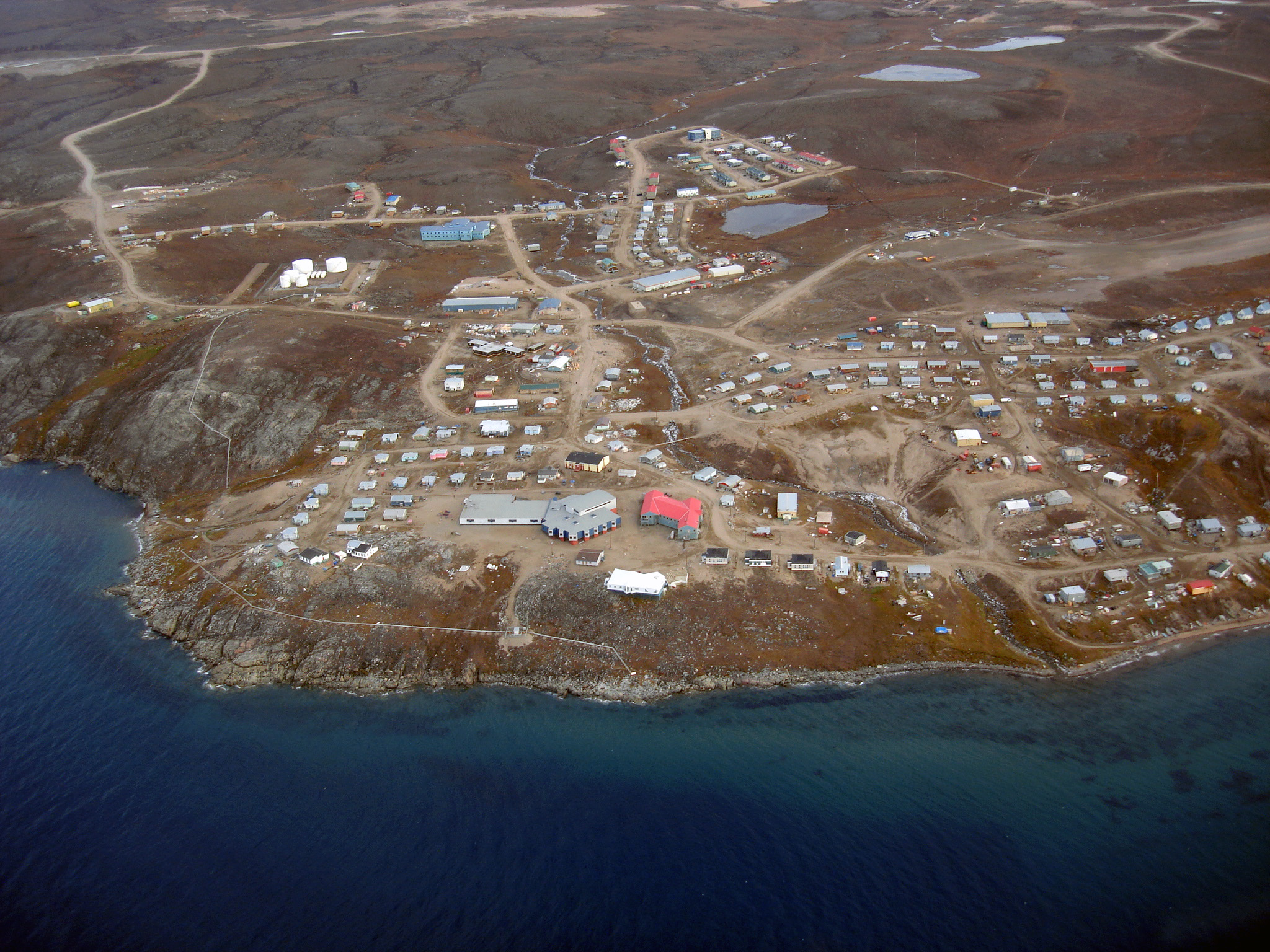
Понд-Инлет (2006)

На Баффиновой Земле и маленьких островах у её побережья располагаются 9 постоянных населённых пунктов, в которых в 2017 проживали свыше 17 тысяч человек — почти половина всего населения провинции Нунавут. Среди населённых пунктов — Икалуит (прежде носивший название Фробишер-Бей), единственный город территории Нунавут и её столица. Икалуит занимает первое место среди всех столиц провинций и территорий Канады по темпам роста населения с 2011 года. По данным переписи населения 2016 года, в нём проживали 7082 человека — более чем 10-процентный рост за 5 лет. Помимо Икалуита, на Баффиновой Земле и островах у её берегов располагаются посёлки Иглулик (2000 жителей), Понд-Инлет (Миттиматалик, около 1700), Пангниртанг (более 1600), Киннгаит (Кейп-Дорсет, 1500), Клайд-Ривер (Кангиктугаапик, более 1000), Арктик-Бей (Икпиаржук, около 900), Кикиктарджуак (Бротон-Айленд, более 500) и Киммирут (около 500).